# Неврит зрительного нерва
Неври́т зри́тельного не́рва (lat. «-itis» — «воспаление») — это первичное воспаление зрительного нерва (второго черепно-мозгового нерва). Самой частой причиной является демиелинизирующее заболевание центральной нервной системы. Другими причинами могут являться прогрессирующий менингит, воспаление содержимого глазницы, синуситы (в особенности задних этмоидальных ячеек). При вовлечении в воспаление зрительного нерва соска нерва говорят о папиллите. При незатронутом соске заболевание часто называется также ретробульбарным невритом.
Долгое время демиелинизация считалась основным патогенезом неврита глазного нерва. С 2000-х годов все больше говорится о разрушении аксонов и нейронов как первичных факторов развития процесса. Причина этого нейродегенеративного процесса неясна.

## Эпидемиология
Неврит глазного нерва является одной из самых частых причин внезапного ухудшения зрения в молодом и среднем возрасте. Частота возникновения оценивается от 1 до 5 случаев на 100 тыс. населения. У приблизительно 50 % пациентов с невритом глазного нерва заболевание является первым проявлением рассеянного склероза. У пациентов с рассеянным склерозом неврит глазного нерва выявляется приблизительно в 40-50 % случаев. Неврит глазного нерва является облигатным воспалением в случае оптиконевромиелита.

## Симптомы
| Клинические симптомы неврита глазного нерва                           |
| --------------------------------------------------------------------- |
| - внезапное ухудшение зрения (у более чем 90 % пациентов)             |
| - нарушение цветового зрения (обязательный симптом)                   |
| - боли в области глазницы, усиливающиеся при движении глазного яблока |
| - визуальные феномены, например, фотопсии (у около 30 % пациентов)    |
| - позитивный феномен Утхоффа                                          |

## Диагностика
Диагностика неврита глазного нерва чисто клиническая. У двух третей пациентов с невритом глазного нерва не выявляется никаких изменений глазного дна или соска нерва. В приблизительно одной трети пациентов обнаруживается размытые границы диска нерва и выпирающий сосок, говорящие о отеке. Сосуды расширены, с нечеткими границами, иногда видны петехиальные кровоизлияния. Лабораторные исследование, включительно исследования ликвора, неспецифичны. Смысл проведения МРТ головного мозга или исследования ликвора состоит в выявлении возможного рассеянного склероза (РС). Визуальные вызванные потенциалы могут подтвердить диагноз неврита глазного нерва, типичным является удлинение латентного периода, которое сохраняется и после ремиссии заболевания.

## Течение и прогноз
Исследования показывают достаточно быструю ремиссию заболевания, в большинстве случаев зрение восстанавливается практически полностью. Ремиссия при лечении кортикостероидами наступает быстрее. Остаточными симптомами часто являются ограничение полей зрения и легкое нарушение распознавания контрастов. Достаточно высока частота рецидивов заболевания. Риск развития рассеянного склероза (РС) у пациентов с невритом глазного нерва в последующие 15 лет после манифестации заболевания составляет около 50 %. Проведение МРТ головного мозга при манифестации неврита позволяет точнее определить риск РС: при нормальной МРТ этот риск составляет около 25 % (в последующие 15 лет). Резко увеличивается риск РС у пациентов с невритом глазного нерва и патологической МРТ — патологическими является в этом случае очаги в белом веществе, похоже на таковые при РС. В этой группе риск развития РС в последующие 15 лет составляет до 72 %.

## Лечение
Несмотря на хорошую спонтанную ремиссию заболевания, лечение является абсолютно необходимым. Различают терапевтические мероприятия, направленные на лечение неврита глазного нерва при отсутствии рассеянного склероза (РС), и лечение неврита в рамках заболевания РС. Лечение неврита как такового проводится кортикостероидами, при неэффективности показаны плазмаферез или лечение иммуноглобулинами. В случае инфекционной причины неврита назначаются антибиотики.